# Timmiellaceae
Timmiellaceae, porodica pravih mahovina, dio podrazreda Dicranidae. Postoje dva priznata roda

## Rodovi
1. Luisierella Thér. & P. de la Varde
2. Timmiella (De Not.) Schimp.